# Atletica leggera ai Giochi della XI Olimpiade - 1500 metri piani

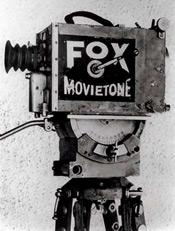
Video della Finale (durata: 4'32")

La competizione dei 1500 metri piani maschili di atletica leggera ai Giochi della XI Olimpiade si è disputata nei giorni 5 e 6 agosto 1936 allo Stadio Olimpico di Berlino.

## L'eccellenza mondiale
| Campione europeo 1934    | 3'54"6      | Luigi Beccali    | Presente     |
| Primatista mondiale      | 3'48"8 1934 | Bill Bonthron    | 4° ai Trials |
| Primatista stagionale    | 3'49"9      | Glenn Cunningham | Presente     |
| Vincitore dei Trials USA | 3'49"9      | Glenn Cunningham | Presente     |

1. ↑  Fino al 1º agosto.

## Risultati

### Turni eliminatori
| 4 Batterie | 5 agosto | 43 iscritti    | Si qualificano i primi 3. |
| Finale     | 6 agosto | 12 concorrenti |                           |

### Batterie
| Pos. | Atleta                   | Nazione     | Tempo  |
| ---- | ------------------------ | ----------- | ------ |
| 1    | Eric Ny                  | Svezia      | 3'54"8 |
| 1    | Glenn Cunningham         | Stati Uniti | 3'54"8 |
| 3    | Werner Böttcher          | Germania    | 3'55"0 |
| 4    | Ossi Teileri             | Finlandia   | 3'55"6 |
| 5    | Mihály Iglói             | Ungheria    | 3'56"0 |
| 6    | Grigorios Georgakopoulos | Grecia      | 4'01"4 |
| 7    | René Geeraert            | Belgio      |        |
| 8    | Børge Larsen             | Danimarca   |        |
| 9    | Pierre Hemmer            | Lussemburgo |        |
| 10   | Paul Martin              | Svizzera    |        |

| Pos. | Atleta            | Nazione       | Tempo  |
| ---- | ----------------- | ------------- | ------ |
| 1    | Gene Venzke       | Stati Uniti   | 4'00"4 |
| 2    | Jerry Cornes      | Gran Bretagna | 4'00"6 |
| 3    | Jack Lovelock     | Nuova Zelanda | 4'00"6 |
| 4    | Pierre Leichtnam  | Francia       | 4'01"0 |
| 5    | Clarke Scholtz    | Sudafrica     | 4'02"0 |
| 6    | Kiyoshi Nakamura  | Giappone      | 4'04"8 |
| 7    | Emil Goršek       | Jugoslavia    | 4'13"0 |
| 8    | Emil Hübscher     | Austria       |        |
| 9    | Jack Liddle       | Canada        |        |
| 10   | Miguel Castro     | Cile          |        |
| -    | Martti Matilainen | Finlandia     | Rit.   |

| Pos. | Atleta           | Nazione            | Tempo  |
| ---- | ---------------- | ------------------ | ------ |
| 1    | Luigi Beccali    | Italia             | 3'55"6 |
| 2    | Miklós Szabó     | Ungheria           | 3'55"6 |
| 3    | Phil Edwards     | Canada             | 3'56"2 |
| 4    | Bobby Graham     | Gran Bretagna      | 3'56"6 |
| 5    | Bedřich Hošek    | Cecoslovacchia     | 3'59"4 |
| 6    | André Glatigny   | Francia            | 3'59"6 |
| 7    | Gerald Backhouse | Australia          |        |
| 8    | Harry Mehlhose   | Germania           |        |
| 9    | Reginald Uba     | Estonia            | 4'26"2 |
| 10   | Jia Lianren      | Repubblica di Cina |        |
| 11   | Emilio Torres    | Colombia           |        |

| Pos. | Atleta            | Nazione       | Tempo  |
| ---- | ----------------- | ------------- | ------ |
| 1    | Robert Goix       | Francia       | 3'54"0 |
| 2    | Archie San Romani | Stati Uniti   | 3'55"0 |
| 3    | Fritz Schaumburg  | Germania      | 3'55"2 |
| 4    | Joseph Mostert    | Belgio        | 3'56"6 |
| 5    | Niilo Hartikka    | Finlandia     | 3'59"0 |
| 6    | Franz Eichberger  | Austria       | 3'59"2 |
| 7    | Ragnar Ekholdt    | Norvegia      |        |
| 8    | Hugh Thompson     | Canada        |        |
| 9    | Charles Stein     | Lussemburgo   |        |
| 10   | Francisco Váldez  | Perù          |        |
| -    | Sydney Wooderson  | Gran Bretagna | Rit.   |

### Finale
Doveva essere la gara di consacrazione di Glenn Cunningham, miglior mezzofondista dell'anno, ma le cose vanno diversamente.

All'ultimo giro è in testa lo svedese Ny. Ai 300 metri parte il neozelandese Lovelock che subito si distacca dal gruppo di 5 metri. Lovelock avverte che il gruppo sta ancora prendendo fiato per la volata finale e lancia l'allungo finale.

Ny cede, gli resistono Cunningham e il nostro Luigi Beccali, che però non riescono a riprenderlo. Il distacco aumenta e Lovelock va a vincere con il nuovo record del mondo.
| Pos.    | Atleta            | Età | Nazione       | Tempo  |
| ------- | ----------------- | --- | ------------- | ------ |
| Oro     | Jack Lovelock     | 26  | Nuova Zelanda | 3'47"8 |
| Argento | Glenn Cunningham  | 26  | Stati Uniti   | 3'48"4 |
| Bronzo  | Luigi Beccali     | 28  | Italia        | 3'49"2 |
| 4       | Archie San Romani | 23  | Stati Uniti   | 3'50"0 |
| 5       | Phil Edwards      | 28  | Canada        | 3'50"4 |
| 6       | Jerry Cornes      | 26  | Gran Bretagna | 3'51"4 |
| 7       | Miklós Szabó      | 27  | Ungheria      | 3'53"0 |
| 8       | Robert Goix       | 30  | Francia       | 3'53"8 |
| 9       | Gene Venzke       | 28  | Stati Uniti   | 3'55"0 |
| 10      | Fritz Schaumburg  | 30  | Germania      | 3'56"2 |
| 11      | Eric Ny           | 26  | Svezia        | 3'57"6 |
| 12      | Werner Böttcher   | 26  | Germania      | 4'04"2 |

Lovelock morirà tragicamente nel 1949 cadendo sotto un treno nella metropolitana mentre si trovava a New York. È stato il primo neozelandese a vincere l'oro in atletica alle Olimpiadi.